# Зиниари
Зиниари (фр. Ziniaré) — город и городская коммуна в Буркина-Фасо. Административный центр области Центральное Плато и провинции Убритенга.

## География
Город Зиниари находится в центральной части Буркина-Фасо, в 35 км северо-восточнее столицы страны, Уагадугу, на высоте 303 м над уровнем моря. В административном отношении коммуна подразделяется на 5 городских секторов и 48 деревень. Действующий мэр — Жоанни Кабре.

## Население
По данным на 2013 год, численность населения города составляла 23 130 человек. Численность населения городской коммуны по данным переписи 2006 года составляет 68 026 человек. Зиниари населён преимущественно представителями народа моси.
Динамика численности населения города по годам:
| 1996   | 2005   | 2006   | 2013   |
| ------ | ------ | ------ | ------ |
| 11 153 | 14 069 | 17 056 | 23 130 |

## Известные уроженцы
- Блез Компаоре — государственный и военный деятель Буркина-Фасо, президент страны (с 1987 года)